# 揚哈里斯 (喬治亞州)
揚哈里斯（英語：Young Harris）是一個位於美國喬治亞州湯斯縣的城市。

## 地理
揚哈里斯的座標為34°56′03″N 83°50′52″W / 34.93417°N 83.84778°W，而該地的平均海拔高度為586米（即1923英尺）。

## 人口
根據2010年美國人口普查的數據，揚哈里斯的面積為2.60平方千米，當地共有人口899人，人口密度為每平方千米345.77人。